# Slavko Batušić
Slavko Batušić (Novska, 2. lipnja 1902. – Zagreb, 25. travnja 1979.), hrvatski književnik, publicist, teatrolog, predavač, povjesničar umjetnosti i redatelj.

## Životopis
Slavko Batušić je studirao u Zagrebu i Parizu. U zagrebačkom je Hrvatskom narodnom kazalištu djelovao od 1921. kao tajnik, redatelj i dramaturg, a poslije Drugog svjetskog rata vodio je Arhiv i muzej HNK. Jedan je od utemeljitelja i prvih voditelja zavoda za književnost i teatrologiju JAZU, a bio je i profesor na Akademiji za kazališnu umjetnost (danas Akademija dramske umjetnosti u Zagrebu), te glavni urednik Enciklopedije likovnih umjetnosti i Bibliografije rasprava i članaka Leksikografskog zavoda. Njegov doprinos hrvatskoj umjetnosti su bili njegovi putopisi (kao putopisac je među najpoznatijima u hrvatskoj književnosti), pjesme, novele, romani, drame i kazališne studije (koje ga svrstavaju u red najistaknutijih hrvatskih teatrologa). Za potrebe HNK prevodio je dramske tekstove i libreta. Predavao je i na glumačkim učilištima.
Od 1920. do 1978. kontinuirano se bavio opusom Miroslava Krleže. Kritički je i teatrografski obradio veći dio Krležina dramskog opusa (osobito scenografije i interprete), napisao je osvrt na »domobransku historiju« u paraleli s Crnjanskim, pozabavio se i lirikom (Balade Petrice Kerempuha). Njegov pristup Krleži odlikuje se »vrijednošću detaljne informacije, korektnog opisa, dokumentarnog prikaza, filološke akribije« (S. Lasić). Batušićeva je kritička prisutnost među Krležinim suvremenicima trajala najduže: osim u tekstovima, očitovala se i prihvaćanjem odgovornih redaktorskih poslova u enciklopedijskim edicijama pod Krležinim vodstvom. Premda je u izvjesnom smislu njegov odnos s Krležom zadan perspektivom Benešića i Gavelle, Batušić ne dijeli njihovu suzdržanost u naklonosti, ali ni ne biva žrtvom odanosti krležijanstvu.

## Djela
- putopis "Kroz zapadne zemlje i gradove",
- libreto "Medvedgradska kraljica",
- proza "Čuda i čarolije",
- priručnik "Umjetnost u slici" i druga.

## Vanjske poveznice
- Batušić, Slavko Hrvatska enciklopedija. LZMK (životopis)
- LZMK / Krležijana: Batušić, Slavko (životopis)
- LZMK / Hrvatski biografski leksikon: Batušić, Slavko (životopis)
- Matica.hr – Sandra Cekol: »Bogata ostavština«  Arhivirana inačica izvorne stranice od 14. srpnja 2014. (Wayback Machine)
- IMDb: Slavko Batusic (engl.)